# 黑澤爾希爾鎮區 (密蘇里州約翰遜縣)
黑澤爾希爾鎮區（英語：Hazel Hill Township）是位於美國密蘇里州約翰遜縣的一個行政鎮區。

## 地方資料
黑澤爾希爾鎮區的面積為124.24平方千米，當中陸地面積為123.80平方千米，而水域面積為0.44平方千米。根據2020年美國人口普查的數據，當地共有人口1757人，而人口密度為每平方千米14.14人。